# Ti muovi
Ti muovi è un singolo del cantautore italiano Diodato, pubblicato il 7 febbraio 2024 come primo estratto dal sesto album in studio Ho acceso un fuoco.
Il brano è stato presentato in gara durante la 74ª edizione del Festival di Sanremo, dove si è classificato al tredicesimo posto al termine della manifestazione.

## Descrizione
Riguardo alla creazione del brano, autografo e co-prodotto insieme a Tommaso Colliva, e alla scelta di presentarlo al Festival di Sanremo 2024, Diodato ha dichiarato:

## Esibizione al Festival di Sanremo 2024
Durante le sue esibizioni al Festival di Sanremo 2024, Diodato è stato accompagnato sul palco da un corpo di ballo, la cui coreografia è stata curata da Irma Di Paola, sodale dello stesso artista:

## Video musicale
Il video musicale, diretto da Giorgio Testi e Filippo Ferraresi, è stato pubblicato in concomitanza all'uscita del brano attraverso il canale YouTube del cantautore.

## Tracce
Testi e musiche di Antonio Diodato.
1. Ti muovi – 3:07

## Classifiche
| Classifica (2024) | Posizione massima |
| ----------------- | ----------------- |
| Italia            | 20                |